# Henkäys ikuisuudesta
Henkäys ikuisuudesta (в переводе с фин. — «Дыхание вечности») — дебютный сольный альбом финской певицы Тарьи Турунен, выпущенный 8 ноября 2006 года. Сделан в жанре рождественской музыки. Сингл с этого альбома «You Would Have Loved This» вышел в Финляндии 25 октября. За выпуском альбома последовало гастрольное турне, завершающее рождественский проект Тарьи, начатый в 2004 году.
Все композиции являются каверами, кроме «Kuin henkäys ikuisuutta». Кавер ABBA «Happy New Year» содержит испанскую и английскую вставки. Композиция «En etsi valtaa, loistoa» выходила ранее на сингле «Yhden enkelin unelma» в 2004 году, но вокал был перезаписан специально для этого альбома. «Jouluyö, juhlayö» является финской версией песни «Тихая ночь, дивная ночь».

## Список композиций
| №   | Название                                                                 | Длительность |
| --- | ------------------------------------------------------------------------ | ------------ |
| 1.  | «Kuin henkäys ikuisuutta» (Словно дыхание вечности)                      | 4:33         |
| 2.  | «You Would Have Loved This» (Тебе бы это понравилось)                    | 3:58         |
| 3.  | «Happy New Year» (C Новым Годом)                                         | 4:11         |
| 4.  | «En etsi valtaa, loistoa» (Я не ищу ни власти, ни роскоши)               | 3:30         |
| 5.  | «Happy Christmas (War Is Over)» (Счастливого Рождества (Война окончена)) | 4:36         |
| 6.  | «Varpunen jouluaamuna» (Воробей в рождественское утро)                   | 3:28         |
| 7.  | «Ave Maria» (Аве Мария)                                                  | 6:16         |
| 8.  | «The Eyes of a Child» (Глаза ребёнка)                                    | 4:27         |
| 9.  | «Mökit nukkuu lumiset» (Спят покрытые снегом дома)                       | 4:18         |
| 10. | «Jo joutuu ilta» (Наступает вечер)                                       | 3:11         |
| 11. | «Marian poika» (Сын Марии)                                               | 3:33         |
| 12. | «Magnificat: Quia Respexit» (Воспаряет моя душа — Ибо Он смотрит)        | 3:37         |
| 13. | «Walking in the Air» (Прогулка по воздуху)                               | 4:40         |
| 14. | «Jouluyö, juhlayö» (Рождественская ночь, праздничная ночь)               | 3:46         |

### Сертификации
| Страна    | Награды    |
| --------- | ---------- |
| Финляндия | 2х Платина |